# Albert Loots
Albert Augustinus Loots (Tessenderlo, 28 april 1915 - Lier, 11 oktober 1992) was een Belgisch kunstschilder en pastellist van Vlaamse herkomst die opgroeide in de Kempen.

## Levensloop
Albert Loots werd geboren op 28 april 1915 in de Zuid Kempense gemeente Tessenderlo. Hij werd geboren in het kroostrijk gezin van Henricus Carolus Loots, commissaris van politie, en Coleta Cels.
Als kind leerde hij lezen en schrijven in de school van de Broeders van Liefde te Tessenderlo. Daarna volgde voor zijn Franse vorming les te Jemappes. Via een korte periode in het Sint-Jan-Berchmanscollege te Diest volgde hij vanaf 1931, gedurende zijn legerdienst, de opleiding grafische technieken in de vakschool van Tessenderlo. Aan de academie van Hasselt en Luik volgde hij tijdens de oorlogsjaren avondlessen schilderen met olieverf, houtskool- en portrettekenen. Vanaf 1946 werkte hij als grafisch ontwerper voor de drukkerij van Averbode. Na zijn ontslag in de drukkerij in 1958 begon hij als zelfstandige met (pen)tekenen, etsen, schilderen en pastels van de Kempense natuur, hoeves, landschappen.
Loots heeft altijd in Tessenderlo gewoond maar verbleef sinds 25 januari 1991 in het rusthuis Sint-Jozef te Lier met zijn echtgenote Yvonne Josephina Elisabetha Noyaert (overleden 25 januari 2002). Hij overleed eveneens in het rusthuis op 11 oktober 1992.

## Werk
Gedurende zijn jeugdjaren was Albert Loots een tekenaar en onder invloed van de broeder Viventius (Broeder van Liefde) leerde hij tijdens de lagere schoolperiode pasteltekenen. Tijdens zijn opleiding aan de academies van Luik en Hasselt legde hij zich vooral toe op het schilderen met olieverf en portretten. De drang voor details leidde hem tot opnieuw het tekenen met pastel(krijt). Hij toonde een voorliefde voor Kempense hoeves, landschappen met lisdodden en wilgen, of de natuur in het algemeen.
Tijdens zijn tewerkstelling in de Drukkerij van Averbode ontwierp hij omslagen en tekende hij illustraties voor de 'Vlaamse Fimpjes'. Zo zou de omslagtekening van het eerste 'Vlaamsche Filmke' van zijn hand zijn. Zijn beslissing om ontslag te nemen in de drukkerij van Averbode wordt eveneens in verband gebracht met het succes van zijn eerste tentoonstelling in het casino van Middelkerke in 1957.
Zijn werken zijn principieel in drie periodes te onderscheiden. De leerperiode met een veelheid aan technieken vanaf 1927 (pentekenen, houtskool, etsen), zijn olieverfperiode vanaf zijn academiejaren in de oorlog en later het excelleren met pastel(krijt). Anderzijds kunnen de werken opgedeeld worden in originele werken en de vele reproducties die werden verspreid.
Albert Loots is vooral gekend als pastellist. Het pastelkrijt voldeed als middel om veel detail en kleurschakeringen toe te passen. Deze techniek liet toe om soms complexe lichtspelingen te vereeuwigen op het medium papier. Zijn werken zijn realistisch en evenaren de werkelijkheid als of een foto genomen werd. Hij wou op die manier de natuur verheerlijken met een ode aan de geboortestreek De Kempen.
Pastelschool
Loots wilde zijn ervaringen met de techniek van het pasteltekenen delen met anderen. In zijn atelier aan de Stationsstraat te Tessenderlo gaf hij les in tekenen met pastel. Men sprak wel van de 'pastelschool van Tessenderlo'.

## Tentoonstellingen
- Onder invloed van zijn vriend, de Ieperse onderwijzer Paul Tamboryn, organiseerde Albert Loots in 1957 zijn allereerste tentoonstelling in  het casino van Middelkerke. Deze tentoonstelling was de werkelijke aanzet tot zijn bekendheid. Tot in 1965 hield hij jaarlijks een tentoonstelling in dit casino.
- Van 1968 tot 1978 werden zijn werken regelmatig tentoongesteld in het geboortehuis van Ernest Claes in Zichem (Scherpenheuvel).
- Op uitnodiging van het Brabants provinciebestuur werden in 1980 te Diest zijn werken geëxposeerd.
- In 1973 organiseerde het VVV na de opening van het toeristisch seizoen een retrospectieve in Tessenderlo.
- Na zijn periode als (ere)voorzitter (van 1962 tot 1969) organiseerde de Kunstkring Tessenderlo als eerbetoon in 1986 zijn 38ste tentoonstelling in het Molenhuis (Tessenderlo).
- Van 26 januari tot 12 februari 2007 werd in de Galerij CC 't Loo te Tessenderlo een overzichtstentoonstelling georganiseerd. De tentoongestelde werken kwamen hoofdzakelijk uit privébezit.